# Desembre

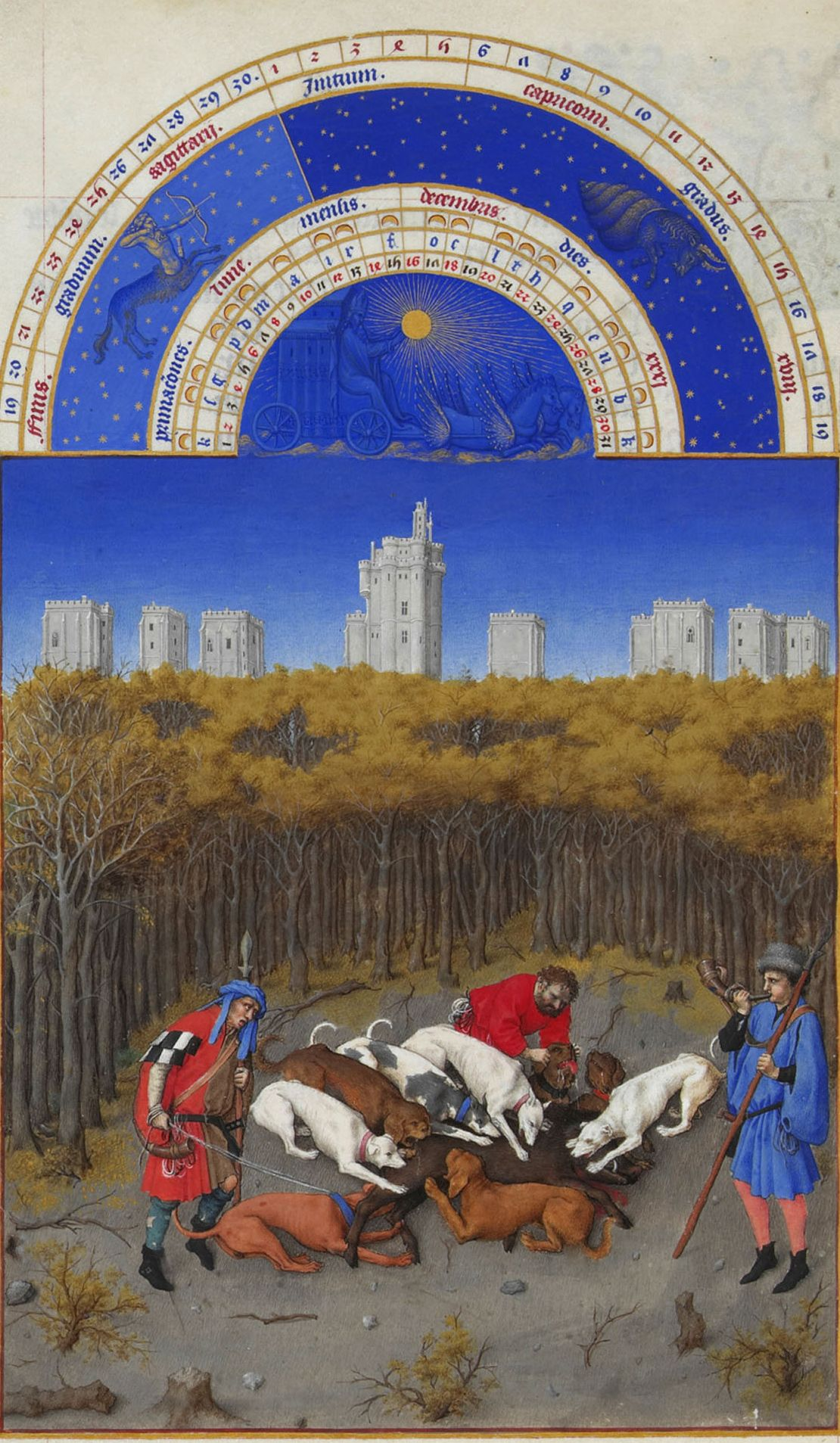
Desembre a Les molt riques hores del Duc de Berry (principis del segle XV).

El desembre o nadal (en alguerès) és el dotzè i l'últim mes de l'any del calendari gregorià que té 31 dies. El nom li ve del fet d'haver estat el desè (llatí decem = deu) mes del primer calendari romà que començava al març, abans la reforma de Numa Pompili. Els dies d’hivern posteriors al desembre no estaven inclosos com a part de cap mes. Més tard, els mesos de gener i febrer es van crear al període sense mesos i es van afegir al començament del calendari, però desembre va conservar el seu nom.

## Esdeveniments
- En aquest mes finalitza l'any escolar en alguns països de l'hemisferi sud.
- L'1 de desembre és el Dia Mundial de la Sida.[4]
- El 2 de desembre és el Dia Internacional per a l'Abolició de l'Esclavitud.[5]
- El 3 de desembre se celebra el Dia Internacional de les persones amb Discapacitat.[6]
- El 6 de desembre: se celebra el Dia de la Constitució Espanyola (Espanya)[7]
- El 8 de desembre els catòlics celebren la festa de la Immaculada Concepció de la Verge María.[8]
- El 21 de desembre és, a l'hemisferi nord, el solstici d'hivern; i a l'hemisferi sud, el solstici d'estiu.[9]
- El 25 de desembre els cristians celebren el Nadal.
- El 28 de desembre és el Dia dels Sants Innocents.
- El 31 de desembre és el preludi de la Nit de cap d'any i és el darrer dia de l'any en el calendari gregorià. Als Països Catalans, és el dia de l'Home dels Nassos, que té tants nassos com dies li queden a l'any.